# Kim Tae-ri
Kim Tae-ri (hangul: 김태리; hanja: 金泰梨; rr: Gim Tae-ri; MR: Kim T'ae-ri; 24 de abril de 1990) é uma atriz sul-coreana. Ela é mais conhecida por estrelar nos filmes The Handmaiden (2016), Little Forest (2018) e Space Sweepers (2020), bem como por atuar nas séries de TV Mr. Sunshine (2018) e Twenty-Five Twenty-One (2022). Por seu papel neste último, ela recebeu o prêmio de Melhor Atriz de Televisão no Baeksang Arts Awards de 2022.

## Início da vida
Kim Tae-ri nasceu em 24 de abril de 1990, em Seul. Depois de se formar na Escola Secundária de Enfermagem Yongshin, Kim estudou Jornalismo e Comunicação na Universidade Kyung Hee de 2008 a 2012.   Kim teve inspiração de se tornar atriz em seu segundo ano de faculdade, quando ingressou em um clube de teatro. 

## Carreira

### 2012–2015: Início da carreira
Após se formar na faculdade, Kim trabalhou por um ano como membro da equipe técnica do grupo de teatro Iru, em Daehakro.  Mais tarde, Kim foi escalada como substituta de Kang Ae-shim na produção de Spoonface Steinberg de 2012, mas não se apresentou no palco.  Posteriormente, ela atuou nas peças Pansy e Ask for Love, além de ser convidada para a reprise de Spoonface Steinberg em 2013.   No mesmo ano, ela participou de Moon Young, um curta-metragem que estreou no Festival de Cinema Independente de Seul em 2015; com uma versão teatral lançada em 2017.   Em 2014, Kim assinou um contrato com a J-Wide Company e apareceu em vários comerciais de TV.  Durante este período, ela atuou em vários curtas-metragens e participou de muitas audições para papéis em filmes, mas sempre encarava várias rejeições. 

### 2016–presente: Estreia cinematográfica

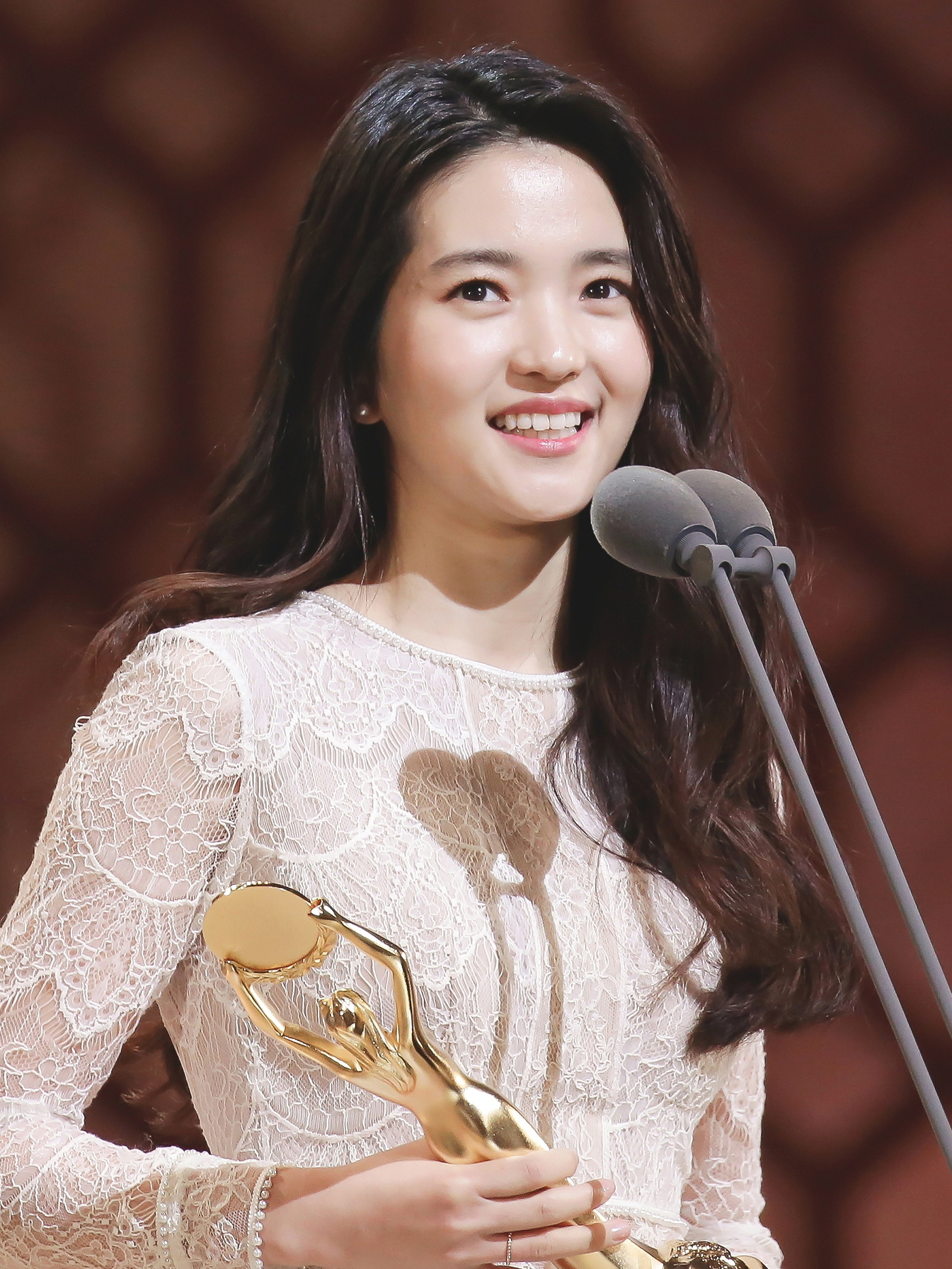
Kim Tae-ri com o prêmio de Melhor Atriz Revelação no Blue Dragon Film Awards de 2016

Em 2016, Kim fez sua estreia no cinema com o filme The Handmaiden, de Park Chan-wook, sendo escolhida entre 1.500 atrizes que fizeram o teste para o papel.  Por sua atuação no filme, ela ganhou prêmios na categoria Melhor Atriz Revelação nas cerimônias do Blue Dragon Film Awards, Director's Cut Awards, Buil Film Awards e do Busan Film Critics Awards. Park contou que sua primeira impressão de Kim o lembrou fortemente de seu primeiro encontro com a atriz Kang Hye-jung, que teve maiores oportunidades de trabalho após participar no filme de Park de 2003, Oldboy.  
Em 2017, Kim fez parte do elenco principal no filme de thriller político, 1987: When the Day Comes, que lhe rendeu uma indicação de Melhor Atriz no Grand Bell Awards.   
Em 2018, Kim estrelou a adaptação cinematográfica coreana do mangá Little Forest ao lado de Ryu Jun-yeol e Jin Ki-joo,   pelo qual ela ganhou o prêmio Director's Cut e recebeu indicações para o Blue Dragon Film Award, Baeksang Arts Award e Buil Film Award, todos na categoria Melhor Atriz.   No mesmo ano, Kim fez sua estreia televisiva no melodrama de época, Mr. Sunshine, dirigido por Kim Eun-sook,  resultando em sua indicação ao Baeksang Arts Award de Melhor Atriz.  Mr. Sunshine se tornou o sexto drama de maior audiência na história da televisão coreana.  Em 2019, Kim foi classificada entre as principais personalidades do ano no Forbes 30 Under 30 na seção Entretenimento e Esportes.  
Em 2021, Kim estrelou o seu primeiro blockbuster com o filme espacial coreano, Space Sweepers, ao lado de Song Joong-ki. Originalmente o longa foi programado para uma estreia em julho de 2020, mas foi cancelada devido ao COVID-19,  sendo lançada na Netflix em fevereiro de 2021.   O filme estreou em primeiro lugar na Netflix em pelo menos 16 países e reuniu mais de 26 milhões de espectadores durante os primeiros 28 dias de seu lançamento.  Em agosto de 2021, Kim assinou com a Management MMM depois que seu contrato com a J-Wide expirou. 
Em 2022, Kim estrelou no drama da tvN, Twenty-Five Twenty-One, com Nam Joo-hyuk fazendo seu retorno à televisão após quatro anos. A série teve um enorme sucesso comercial e se tornou um dos dramas de maior audiência na história da televisão coreana.  Por sua interpretação de Na Hee-do no drama, ela ganhou os prêmios de Melhor Atriz - Televisão e Atriz Mais Popular no Baeksang Arts Awards de 2022. 
No mesmo ano, ela estrelou no filme policial de ficção científica de Choi Dong-hoon, Alienoid.   Para se preparar para seu papel como Lee Ahn, Kim frequentou uma escola de ação, onde aprendeu artes marciais, tiro e ginástica.  

## Outros empreendimentos

### Endossos
Desde 2017, Kim foi escolhida como embaixadora da marca sul-coreana de cosméticos de alta qualidade O Hui.  Desde 2018, ela se tornou o rosto da fragrância da Kenzo, Flower By Kenzo.  Ela foi selecionada como a embaixadora coreana da joalheria de luxo americana Tiffany & Co. entre 2018 e 2021.  Em setembro de 2021, ela se apresentou como a embaixadora da marca Prada, no vídeo sobre a coleção Primavera-Verão de 2022 dessa empresa.  Em 25 de janeiro de 2022, a marca de moda feminina itMICHAA anunciou Kim como sua nova musa. 

## Filmografia

### Filmes
| Ano  | Título                   | Papel        | Notas                                                      | Ref.   |
| ---- | ------------------------ | ------------ | ---------------------------------------------------------- | ------ |
| 2015 | Moon Young               | Moon-young   | Estreou no Festival de Cinema Independente de Seul de 2015 | [ 41 ] |
| 2016 | The Handmaiden           | Sook-hee     |                                                            | [ 10 ] |
| 2017 | 1987: When the Day Comes | Yeon-hee     |                                                            | [ 13 ] |
| 2018 | Little Forest            | Song Hye-won |                                                            | [ 16 ] |
| 2021 | Space Sweepers           | Capitã Jang  | Filme da Netflix                                           | [ 26 ] |
| 2022 | Alienoid                 | Lee Ahn      |                                                            | [ 42 ] |
| TBA  | Alienoid Part 2          | Lee Ahn      | Pós-produção                                               | [ 33 ] |
| TBA  | Lost in Starlight        | Nan-young    | Filme de animação da Netflix                               | [ 43 ] |

### Séries de televisão
| Ano  | Título                 | Papel           | Notas              | Ref.   |
| ---- | ---------------------- | --------------- | ------------------ | ------ |
| 2016 | Entourage              | Ela mesma       | Cameo (episódio 1) | [ 44 ] |
| 2018 | Mr. Sunshine           | Vai Ae-shin     |                    | [ 20 ] |
| 2022 | Twenty-Five Twenty-One | Na Hee-do       |                    | [ 45 ] |
| 2023 | Revenant               | Gu San-young    |                    | [ 46 ] |
| 2024 | Jeong Nyeon            | Yoon Jung-nyeon |                    | [ 47 ] |

## Teatro
| Ano  | Título                                   | Papel                 | Ref.   |
| ---- | ---------------------------------------- | --------------------- | ------ |
| 2012 | Spoonface Steinberg (넙쭉이)             | Flounder (substituta) | [ 5 ]  |
| 2013 | Ask for Love(사랑을 묻다)                | Tae-ri                | [ 48 ] |
| 2013 | Spoonface Steinberg (넙쭉이)             | Flounder              | [ 49 ] |
| 2013 | I'm Disappointed in You(너한테 실망이야) | Yuna                  | [ 50 ] |
| 2013 | Pansy (팬지)                             | Min-hee               | [ 51 ] |

## Discografia

### Singles
| Título                                                                 | Ano  | Melhor posição nas paradas | Melhor posição nas paradas | Álbum                        | Ref.          |
| Título                                                                 | Ano  | COR Gaon                   | COR Hot                    | Álbum                        | Ref.          |
| ---------------------------------------------------------------------- | ---- | -------------------------- | -------------------------- | ---------------------------- | ------------- |
| "Segimalui Norae"                                                      | 2016 | —                          | —                          | The Handmaiden OST           | [ 52 ]        |
| "Hidden Road by Lee Hanyeol" (com Gang Dong-won)                       | 2018 | —                          | —                          | 1987: When the Day Comes OST | [ 53 ] [ 54 ] |
| "Hidden Road by Yeonheui" (com Gang Dong-won)                          | 2018 | —                          | —                          | 1987: When the Day Comes OST | [ 55 ]        |
| "With" (com Nam Joo-hyuk, Kim Ji-yeon, Choi Hyun-wook e Lee Joo-myung) | 2022 | 40                         | 54                         | Twenty-Five Twenty-One OST   | [ 56 ]        |
| "—" denota uma música que não entrou nas paradas                       |      |                            |                            |                              |               |

## Prêmios e indicações
| Cerimônia de premiação                                 | Ano  | Categoria                                      | Nomeado(s) /Trabalho(s)  | Resultado | Ref.   |
| ------------------------------------------------------ | ---- | ---------------------------------------------- | ------------------------ | --------- | ------ |
| APAN Star Awards                                       | 2018 | Melhor Atriz Revelação                         | Mr. Sunshine             | Venceu    | [ 57 ] |
| APAN Star Awards                                       | 2022 | Prêmio de Alta Excelência, Atriz em Minissérie | Twenty-Five Twenty-One   | Indicado  | [ 58 ] |
| APAN Star Awards                                       | 2022 | Prêmio Estrela de Popularidade, Atriz          | Twenty-Five Twenty-One   | Indicado  | [ 59 ] |
| Asia Artist Awards                                     | 2017 | Melhor Artista                                 | Kim Tae-ri               | Venceu    | [ 60 ] |
| Asian Film Awards                                      | 2017 | Melhor Revelação                               | The Handmaiden           | Venceu    | [ 61 ] |
| Baeksang Arts Awards                                   | 2017 | Melhor Atriz Revelação - Filme                 | The Handmaiden           | Indicado  | [ 62 ] |
| Baeksang Arts Awards                                   | 2018 | Melhor Atriz - Filme                           | Little Forest            | Indicado  | [ 18 ] |
| Baeksang Arts Awards                                   | 2019 | Melhor Atriz - Televisão                       | Mr. Sunshine             | Indicado  | [ 21 ] |
| Baeksang Arts Awards                                   | 2022 | Melhor Atriz - Televisão                       | Twenty-Five Twenty-One   | Venceu    | [ 63 ] |
| Baeksang Arts Awards                                   | 2022 | Atriz Mais Popular                             | Twenty-Five Twenty-One   | Venceu    | [ 64 ] |
| Blue Dragon Film Awards                                | 2016 | Melhor Atriz Revelação                         | The Handmaiden           | Venceu    | [ 65 ] |
| Blue Dragon Film Awards                                | 2018 | Melhor Atriz                                   | Little Forest            | Indicado  | [ 19 ] |
| Brand of the Year Awards                               | 2022 | Melhor Atriz                                   | Kim Tae-ri               | Venceu    | [ 66 ] |
| Buil Film Awards                                       | 2016 | Melhor Atriz Revelação                         | The Handmaiden           | Venceu    | [ 67 ] |
| Buil Film Awards                                       | 2018 | Melhor Atriz                                   | Little Forest            | Indicado  | [ 68 ] |
| Buil Film Awards                                       | 2022 | Prêmio Estrela Popular – Feminino              | Alienoid                 | Indicado  | [ 69 ] |
| Busan Film Critics Awards                              | 2016 | Melhor Atriz Revelação                         | The Handmaiden           | Venceu    | [ 70 ] |
| Chunsa Film Art Awards                                 | 2017 | Melhor Atriz Revelação                         | The Handmaiden           | Indicado  | [ 71 ] |
| Chunsa Film Art Awards                                 | 2018 | Melhor Atriz                                   | 1987: When the Day Comes | Indicado  | [ 72 ] |
| Chunsa Film Art Awards                                 | 2019 | Melhor Atriz                                   | Little Forest            | Indicado  | [ 73 ] |
| Cine 21 Awards                                         | 2016 | Melhor Atriz Revelação                         | The Handmaiden           | Venceu    | [ 74 ] |
| Director's Cut Awards                                  | 2016 | Melhor Atriz Revelação                         | The Handmaiden           | Venceu    | [ 75 ] |
| Director's Cut Awards                                  | 2018 | Melhor Atriz                                   | Little Forest            | Venceu    | [ 76 ] |
| Grand Bell Awards                                      | 2018 | Melhor Atriz                                   | 1987: When the Day Comes | Indicado  | [ 77 ] |
| Huading Awards                                         | 2023 | Melhor Atriz Principal de Teleplay Global      | Twenty-Five Twenty-One   | Indicado  | [ 78 ] |
| Kinolights Awards                                      | 2022 | Atriz do Ano (Nacional)                        | Twenty-Five Twenty-One   | 3° Lugar  | [ 79 ] |
| Korea Advertisers Contest Advertisers Night-KAA Awards | 2022 | Prêmio de Modelo Anunciante                    | Kim Tae-ri               | Venceu    | [ 80 ] |
| KOFRA Film Awards                                      | 2017 | Melhor Atriz                                   | The Handmaiden           | Venceu    | [ 81 ] |
| KOPA & NIKON Press Photo Awards                        | 2022 | Fotogênico do Ano                              | Kim Tae-ri               | Venceu    | [ 82 ] |
| Korea Drama Awards                                     | 2018 | Melhor Atriz Revelação                         | Mr. Sunshine             | Indicado  | [ 83 ] |
| Korea Drama Awards                                     | 2022 | Grande Prêmio (Daesang)                        | Twenty-Five Twenty-One   | Indicado  | [ 84 ] |
| Korea World Youth Film Festival                        | 2017 | Nova Atriz Favorita                            | The Handmaiden           | Venceu    | [ 85 ] |
| Korea World Youth Film Festival                        | 2018 | Prêmio de Atriz Popular                        | Little Forest            | Venceu    | [ 86 ] |
| Marie Claire Film Festival                             | 2017 | Melhor Revelação                               | The Handmaiden           | Venceu    | [ 87 ] |
| The Seoul Awards                                       | 2018 | Melhor Atriz Coadjuvante                       | 1987: When the Day Comes | Indicado  | [ 88 ] |
| The Seoul Awards                                       | 2018 | Melhor Atriz Revelação                         | Mr. Sunshine             | Indicado  | [ 88 ] |
| Shinfilm Art Film Festival                             | 2018 | Prêmio de Ator Choi Eun-hee                    | Little Forest            | Venceu    | [ 89 ] |
| University Film Festival of Korea                      | 2018 | Melhor Atriz                                   | Little Forest            | Venceu    | [ 90 ] |
| Women in Film Korea Festival                           | 2016 | Melhor Atriz Revelação                         | The Handmaiden           | Venceu    | [ 91 ] |

### Honras de estado
| País          | Ano  | Honra ou Prêmio                                    | Ref.   |
| ------------- | ---- | -------------------------------------------------- | ------ |
| Coreia do Sul | 2018 | Comenda do Ministro da Cultura, Esportes e Turismo | [ 95 ] |

### Artigos em lista
| Editor       | Ano  | Lista                          | Posicionamento | Ref.          |
| ------------ | ---- | ------------------------------ | -------------- | ------------- |
| Elle Japan   | 2022 | Top 16 Melhores Atrizes Hallyu | 4a             | [ 96 ]        |
| Forbes       | 2018 | 30 Under 30 Ásia               | Selecionada    | [ 23 ] [ 97 ] |
| Forbes       | 2019 | Korea Power Celebrity          | 23a            | [ 98 ]        |
| Forbes       | 2023 | Korea Power Celebrity          | 28a            | [ 99 ]        |
| Gallup Korea | 2018 | Talento do Ano                 | 2a             | [ 100 ]       |